# Konversation
Konversation je IRC klient pro prostředí KDE; v současné době je součástí balíčku KDE Extragear. Konversation je svobodný software uvolněný pod licencí GNU GPL.

## Rysy
- integrace Konsole (použitím frameworku KPart)
- spolupráce s aplikací KAddressBook
- OSD (On Screen Display)
- záložky pro kanály a servery
- podpora šifry Blowfish
- podpora protokolu IPv6
- UTF-8
- podpora více serverů
- SSL
- skriptování shellovými skripty
- k dispozici jsou různé užitečné skripty (např. google pro hledání na Google)
- podpora protokolu DCC pro přímé spojení klientů